# ديفيد فريدريكسون
ديفيد فريدريكسون (بالسويدية: David Fredriksson)‏ هو لاعب هوكي الجليد سويدي، ولد في 4 أكتوبر 1985 في يونشوبينغ في السويد.

## وصلات خارجية
- ديفيد فريدريكسون على موقع دوري الهوكي الوطني (الإنجليزية)
- ديفيد فريدريكسون على موقع EliteProspects.com (الإنجليزية)
- ديفيد فريدريكسون على موقع HockeyDB.com (الإنجليزية)